# Turmhügel Burgstall (Bischofsmais)
Der Turmhügel Burgstall befindet sich in Burgstall, heute ein Gemeindeteil der niederbayerischen Gemeinde Bischofsmais im Landkreis Regen. Der Burgstall liegt westlich der Staatsstraße 2135 und oberhalb der Schlossauer Ohe, etwa 700 m östlich von Hochdorf. Die Anlage wird als Bodendenkmal unter der Aktennummer D-2-7044-0001 im Bayernatlas als „untertägige Befunde des Mittelalters im Bereich eines verebneten Turmhügels bei Burgstall“ geführt; zudem wird hier ein „mittelalterlich-frühneuzeitlicher Erdstall“ angeführt. 610 m südwestlich davon befindet sich der Burgstall Schlossberg.

## Beschreibung
Die Turmhügelburg (Motte) lag am Ende einer Anhöhe westlich der Schlossauer Ohe. Der Weiler Burgstall entstand erst im 20. Jahrhundert, wobei der Turmhügel 1932 im Bereich der heutigen Anwesen Burgstall 2–4 verebnet wurde.

## Geschichte
Diese Burg diente vermutlich der Kontrolle des zwischen Bayern und Böhmen verlaufenden Handelswegs, der entlang der Schlossauer Ohe westlich am Hang verlief. Sowohl die Anlage als Turmhügelburg wie auch der hier vorhandene Erdstall verweisen auf eine Entstehung um 1000 n. Chr. Urkundliche Belege zu dieser Anlage liegen nicht vor.